# Ахта (Башкортостан)
Ахта (баш. Ахта) — деревня в Кушнаренковском районе Республики Башкортостан Российской Федерации. Входит в состав Старокурмашевского сельсовета. 

## География

### Географическое положение
Расстояние до:
- районного центра (Кушнаренково): 9 км,
- центра сельсовета (Старокурмашево): 16 км,
- ближайшей ж/д станции (Уфа): 68 км.

## История
Поселок в 1920 г. взят на учет как поселение татар-мишарей под названием Акъяты или Ак-Тау с населением 317 человек при 56 дворах.

## Население
| 2002 | 2009 | 2010 |
| ---- | ---- | ---- |
| 89   | ↘85  | ↘73  |

Национальный состав
Согласно переписи 2002 года, преобладающая национальность — башкиры (87 %).